# Happiness for Beginners
Happiness for Beginners és una pel·lícula de comèdia romàntica estatunidenca del 2023 protagonitzada per Ellie Kemper i Luke Grimes, adaptació de la novel·la homònima de Katherine Center del 2015. La novel·la va ser adaptada per a la pantalla i dirigida per Vicky Wight. S'ha subtitulat al català.
Després d'un divorci, la Helen (Kemper) reserva plaça en un curs de supervivència al sender dels Apalatxes, on coneix en Jake (Grimes), un amic del seu germà petit.
La pel·lícula es va estrenar el 27 de juliol de 2023 a través de Netflix.

## Sinopsi
Divorciada, Helen s'inscriu en un curs bàsic de supervivència del sender dels Apalatxes i, la nit abans de la seva marxa, busca al seu germà petit Duncan perquè li doni les claus de casa mentre està assegut a casa quan no hi és. En lloc de trobar-lo, es troba amb el seu millor amic de tota la vida, en Jake.

## Repartiment
- Ellie Kemper com a Helen
- Luke Grimes com a Jake
- Nico Santos com a Hugh
- Blythe Danner
- Ben Cook com a Beckett
- Shayvawn Webster com a Windy
- Esteban Benito com a Mason
- Gus Birney com a Kaylee
- Julia Shiplett com a Sue
- Alexander Koch com a Duncan

## Producció
La pel·lícula és dirigida per Vicky Wight a partir de la novel·la de Katherine Center de 2015, amb el projecte anunciat l'octubre de 2021. Wight consta com a coguionista del projecte juntament amb Center i anteriorment va dirigir una adaptació d'una altra novel·la de Center, The Lost Husband (2020). Center també és la productora executiva de la pel·lícula, juntament amb Jeff Sackman i Larry Greenberg, mentre que Wight n'és la productora, amb Geoff Linville i Berry Meyerowitz. Segons s'informa, Cranetown Media va treballar en el rodatge principal del film el novembre de 2021 a Stamford (Connecticut).
Kemper va dir que la va atraure el paper a causa del caràcter del personatge de la Helen. Va dir a Entertainment Weekly: "La Helen és una rondinaire. Em va semblar que seria divertit participar-hi perquè és molt diferent de les dones optimistes, divertides i d'ulls brillants que he interpretat en el passat".